# Argentinië op de Olympische Zomerspelen
Argentinië maakte in 1900 haar debuut op de Olympische Spelen. In de Franse hoofdstad Parijs kwam het land met slechts één deelnemer aan de start, schermer Eduardo Camet. Op het onderdeel degen behaalde hij daar de vijfde plaats. De eerste Argentijnse medaillewinnaar was Pedro Quartucci die in 1924 een bronzen medaille won bij het boksen als vedergewicht.
Deze pagina geeft een overzicht van de belangrijkste prestaties van de Argentijnse sporters op de Olympische Spelen, inclusief medaillespiegels.

## Zomerspelen
1900 Parijs
- Tijdens de eerste deelname van Argentinië aan de Olympische Spelen behaalt de enige deelnemer geen medailles. Eduardo Camet eindigt vijfde op het onderdeel degen.

1908 Londen
- Opnieuw wordt Argentinië vertegenwoordigd door één atleet. Horatio Torromé eindigt bij de kunstrijden, individueel zevende in een veld van negen deelnemers. De twee laatste deelnemers haalden het einde niet.

1920 Antwerpen
- In Antwerpen was ook dit keer maar één Argentijn aanwezig. Het betreft een onbekende bokser.

1924 Parijs
- De derde deelname van Argentinië is goed voor zes medailles.
  - Pedro Quartucci zorgde voor de eerste Olympische medaille voor het land. Hij eindigde 3e bij de vedergewichten boksen.
  - Het boksen bezorgde Argentinië nog 3 medailles:
    - Alfredo Copello, zilver bij de lichtgewichten.
    - Héctor Méndez, zilver bij de vedergewichten.
    - Alfredo Porzio, brons bij de zwaargewichten.

  - Zilver was er ook voor Luis Brunetto in het hink-stap-springen.
  - Het polo-team bezorgde dat jaar Argentinië ook zijn eerste Olympische overwinning. Het team bestond uit Juan Nelson, Enrique Padilla, Juan Miles, Arturo Kenny en Guillermo Naylor.
- In totaal bestond de Argentijnse Olympische ploeg uit 93 sporters uit 11 sporten. De ploeg stond onder leiding van Ricardo Aldao.

1928 Amsterdam
- Op de Spelen van 1928 waren er 103 Argentijnse deelnemers aanwezig.
- Argentinië behaalt dit keer 7 medailles.
  - In het boksen haalde Argentinië ditmaal 2 gouden medailles, Victor Avendano bij de halfzwaargewichten en Arturo Rodriguez Jurado bij de superzwaargewichten.
  - Raul Landini in de Weltergewichtklasse en Victor Peralta bij de Vedergewichten behalen zilver.
  - De Argentijnse voetbalploeg werd tweede na Uruguay.
  - Victoriano Zorrilla behaalde de eerste gouden zwem-medaille voor zijn land op de 400m vrije slag.
  - Raul Anganuzzi, Héctor Lucchetti, Luis Lucchetti, Roberto Larraz, en Carmelo Camet halen brons in het schermen (floret per ploeg).

1932 Los Angeles
- Dit keer worden er 4 medailles binnengehaald:
  - Het hoogtepunt voor Argentinië op de Spelen van 1932 was de overwinning op de marathon van Juan Carlos Zabala.
  - Ook bij het boksen werden weer medailles behaald:
    - Carmelo Robledo, goud bij de pluimgewichten
    - Alberto Santiago Lovell, goud bij de zwaargewichten
    - Amado Azar, zilver bij de middelgewichten
- Dit jaar bestond de Argentijnse Olympische ploeg slechts uit 36 sporters in 6 verschillende sporten.

1936 Berlijn
- Op de Spelen in Berlijn haalde Argentinië 2 gouden medailles:
  - Het polo-team (bestaande uit Andrés Gazzotti, Manuel Andrada, Roberto Cavanagh en Luis Duggan) won voor Groot-Brittannië en Mexico.
  - Daarnaast behaalde Francisco Risiglione goud bij het boksen voor de vedergewichten.
- Voorts worden er nog 5 medailles binnengehaald:
  - Jeanette Campbell haalde bij de 100m vrije slag (zwemmen) de eerste vrouwelijke medaille voor Argentinië. Ze behaalt zilver.
  - Guillermo Lovell zorgt opnieuw voor een zilveren medaille in het boksen, dit keer bij de zwaargewichten.
  - Bronzen medailles zijn er voor:
    - Raúl Villareal bij het boksen middelgewichten.
    - Francisco Risiglione bij de licht zwaargewichten.
    - Julio Curatella en Horacio Podestá in het roeien.
- Argentinië telde ditmaal 55 Deelnemers.

1948 Londen
- Delfo Cabrera haalde het tweede marathon-goud voor Argentinië binnen.
- In de atletiek was er verder ook nog een zilveren medaille van Noemi Simonetto de Portela bij het verspringen.
- Ook was er voor de eerste maal eremetaal bij het zeilen: Enrique Sieburger, Julio Sieburger, Emilio Homps, Rodolfo Rivademar en Rufino Rodriguez de la Torre halen zilver
- Bij het pistoolschieten is er zilver voor Carlos Diaz Sáenz.
- Bij het boksen haalde Argentinië opnieuw 2 gouden medailles: Pascual Nicolas Pérez bij de vlieggewichten en Rafael Iglesias bij de zwaargewichten. Maurio Cia zorgt voor brons bij de licht zwaargewichten.
- 212 sporters vertegenwoordigden Argentinië op deze 14e Olympiade.

1952 Helsinki
- In Helsinki worden 5 Argentijnse medailles behaald:
  - Goud was er bij het roeien op de dubbel-twee met Tranquilo Cappozzo en Eduardo Guerrero. Hierna zou het tot 2004 duren voor Argentinië nog eens een Olympische titel zou pakken.
  - Zilver is er voor:
    - Reinaldo Gorno in de marathon
    - Antonio Pacenza bij het boksen (licht zwaargewichten).

  - De twee bronzen medailles werden behaald door:
    - Eladio Herrera bij het boksen (licht middelgewichten).
    - Humberto Selvetti bij het gewichtheffen voor de zwaargewichten.

1956 Melbourne
- Argentinië behaalde slechts 2 medailles:
  - Zilver in het gewichtheffen voor Humberto Selvetti, zijn tweede medaille na de bronzen in Helsinki.
  - Brons bij het boksen voor Victor Zalazar (middelgewichten).

1960 Rome
- Opnieuw worden er slechts twee medailles behaald:
  - Zilver in het zeilen voor Héctor Calegaris, Jorge Del Rio en Jorge Salas.
  - Abel Laudonio behaalt brons in het boksen bij de lichtgewichten.

1964 Tokio
- Alleen Carlos Alberto Moratorio behaalt een medaille. Met zijn paard Chalan behaalt hij zilver in het eventing.

1968 Mexico-Stad
- Dit keer behaalt Argentinië zelfs geen enkele gouden of zilveren medaille.
- Gelukkig is er nog brons voor:
  - Mario Guilloti bij de weltergewichten in het boksen.
  - Alberto Demiddi in het roeien.

1972 München
- Alberto Demiddi behaalt dit keer zilver in het roeien.

1976 Montreal
- De Argentijnse delegatie trekt ditmaal zonder medailles terug naar hun thuisland.

1980 Moskou
- Ook in 1980 slaagt geen enkele Argentijn erin een medaille te halen.

1984 Los Angeles
- Geen medailles voor de Argentijnse delegatie.

1988 Seoel

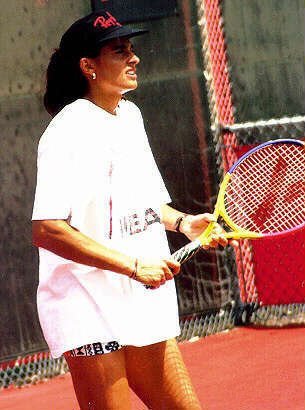
Gabriela Sabatini, goed voor zilver op de Olympische Spelen 1988 in Seoel. In de finale verloor ze van Steffi Graf met 6-3,6-3.

- Na 3 Olympische Spelen zonder medailles behaalde Argentinië in Seoel opnieuw 2 medailles:
  - Gabriela Sabatini behaalde een zilveren medaille in het enkelspel tennis voor dames. In de finale verloor ze met 6-3,6-3 van Steffi Graf.
  - Bij de Volleybal-competitie behaalde de Argentijnse mannenploeg brons.

1992 Barcelona
Javier Frana en Christian Miniussi halen brons in het dubbelspel tennis voor heren.
1996 Atlanta
- Op het Olympisch voetbaltornooi verliest Argentinië de finale van Nigeria (3-2). Argentinië speelt o.a. met Matias Almeyda, Roberto Ayala, Christian Bassedas, Carlos Bossio, Pablo Cavallero, José Antonio Chamot, Hernan Crespo, Marcelo Delgado, Marcelo Gallardo, Claudio Lopez, Gustavo López, Hugo Morales, Ariel Ortega, Pablo Paz, Hector Pineda, Roberto Sensini, Diego Simeone en Javier Zanetti.
- Carlos Espinola zeilt naar zilver.
- Na 28 jaar zorgt Pablo Chacón nog eens voor een Argentijnse medaille in het boksen. Hij behaalt brons bij de vedergewichten.

2000 Sydney
- Het vrouwen hockey-team behaalde een zilveren medaille, in de finale verliezen ze met 3-1 van Australië.
- Argentinië stuurde 8 mannen en 3 vrouwen naar de Zeilcompetitie. Ze wonnen samen 3 medailles:
  - Carlos Espinola zeilt voor de twee maal naar zilver.
  - Javiar Conte en Juan de la Fuente behalen brons.
  - Serena Amato zeilt eveneens naar een bronzen plak.
- 146 sporters uit Argentinië namen deel aan de Spelen in Sydney

2004 Athene
- Voor het eerst sinds 1952 behaalde Argentinië nog eens een gouden medaille. De Argentijnse voetbalploeg won goud, in de finale versloegen ze hun rivaal Paraguay met 1-0.
- Ook de Argentijnse basketploeg behaalde een olympische overwinning, na in de halve finale de Verenigde Staten met 89-81 te verslagen volgde een ruime overwinning op Italië in de finale (84-69).
- Het vrouwen-hockey-team werd in de halve finale verslagen door Nederland met 4-2. In de daaropvolgende match tegen China voor het brons won Argentinië met 1-0.
- Voorts is er nog brons voor:
  - Georgina Bardach in de 400 m wisselslag op het zwemtornooi bij de vrouwen.
  - Paola Suárez en Patricia Tarabini tennissen zich in het vrouwen dubbelspel naar een fraaie derde plaats.
  - Carlos Espinola en Santiago Lange in het zeilen, meteen ook de derde olympische medaille op rij voor Espinola.

## Medailles

### Per Olympische Spelen
| Jaar   | Goud · | Zilver · | Brons · | Totaal | Rang |
| 1896   | -      | -        | -       | -      | -    |
| 1900   | 0      | 0        | 0       | 0      | -    |
| 1904   | -      | -        | -       | -      | -    |
| 1908   | 0      | 0        | 0       | 0      | -    |
| 1912   | -      | -        | -       | -      | -    |
| 1920   | 0      | 0        | 0       | 0      | -    |
| 1924   | 1      | 3        | 2       | 6      | 16   |
| 1928   | 3      | 3        | 1       | 7      | 12   |
| 1932   | 3      | 1        | 0       | 4      | 11   |
| 1936   | 2      | 2        | 3       | 7      | 13   |
| 1948   | 3      | 3        | 1       | 7      | 13   |
| 1952   | 1      | 2        | 2       | 5      | 19   |
| 1956   | 0      | 1        | 1       | 2      | 29   |
| 1960   | 0      | 1        | 1       | 2      | 30   |
| 1964   | 0      | 1        | 0       | 1      | 30   |
| 1968   | 0      | 0        | 2       | 2      | 41   |
| 1972   | 0      | 1        | 0       | 1      | 33   |
| 1976   | 0      | 0        | 0       | 0      | -    |
| 1980   | -      | -        | -       | -      | -    |
| 1984   | 0      | 0        | 0       | 0      | -    |
| 1988   | 0      | 1        | 1       | 2      | 35   |
| 1992   | 0      | 0        | 1       | 1      | 54   |
| 1996   | 0      | 2        | 1       | 3      | 54   |
| 2000   | 0      | 2        | 2       | 4      | 57   |
| 2004   | 2      | 0        | 4       | 6      | 38   |
| 2008   | 2      | 0        | 4       | 6      | 35   |
| 2012   | 1      | 1        | 2       | 4      | 42   |
| 2016   | 3      | 1        | 0       | 4      | 27   |
| 2020   | -      | -        | -       | -      | -    |
| 2024   | -      | -        | -       | -      | -    |
| Totaal | 21     | 25       | 28      | 74     | -    |

### Per Sporttak
| Argentijnse medailles per sporttak |      |        |       |        |
| Jaar                               | Goud | Zilver | Brons | Totaal |
| Atletiek                           | 2    | 3      | 0     | 5      |
| Polo                               | 2    | 0      | 0     | 2      |
| Boksen                             | 7    | 7      | 11    | 25     |
| Gewichtheffen                      | 0    | 1      | 1     | 2      |
| Roeien                             | 1    | 1      | 1     | 3      |
| Paardensport                       | 0    | 1      | 0     | 1      |
| Schietsport                        | 0    | 1      | 0     | 1      |
| Zeilen                             | 0    | 4      | 5     | 9      |
| Zwemmen                            | 1    | 1      | 1     | 3      |
| Hockey                             | 0    | 2      | 2     | 4      |
| Tennis                             | 0    | 1      | 3     | 4      |
| Volleybal                          | 0    | 0      | 1     | 1      |
| Voetbal                            | 2    | 2      | 0     | 4      |
| Basketbal                          | 1    | 0      | 1     | 2      |
| Schermen                           | 0    | 0      | 1     | 1      |
| Wielersport                        | 1    | 0      | 0     | 1      |
| Judo                               | 0    | 0      | 1     | 1      |
| Taekwondo                          | 1    | 0      | 0     | 1      |
| Totaal                             | 18   | 24     | 28    | 70     |

Afghanistan · Albanië · Algerije · Amerikaans-Samoa · Amerikaanse Maagdeneilanden · Andorra · Angola · Antigua en Barbuda · Argentinië · Armenië · Aruba · Australië · Azerbeidzjan · Bahama's · Bahrein · Bangladesh · Barbados · België · Belize · Benin · Bermuda · Bhutan · Bolivia · Bosnië en Herzegovina · Botswana · Brazilië · Britse Maagdeneilanden · Brunei · Bulgarije · Burkina Faso · Burundi · Cambodja · Canada · Centraal-Afrikaanse Republiek · Chili · China · Chinees Taipei · Colombia · Comoren · Congo-Brazzaville · Congo-Kinshasa · Cookeilanden · Costa Rica · Cuba · Cyprus · Denemarken · Djibouti · Dominica · Dominicaanse Republiek · Duitsland · Ecuador · Egypte · El Salvador · Equatoriaal-Guinea · Eritrea · Estland · Ethiopië · Fiji · Filipijnen · Finland · Frankrijk · Gabon · Gambia · Georgië · Ghana · Grenada · Griekenland · Groot-Brittannië · Guam · Guatemala · Guinee · Guinee-Bissau · Guyana · Haïti · Honduras · Hongarije · Hongkong · Ierland · IJsland · India · Indonesië · Irak · Iran · Israël · Italië · Ivoorkust · Jamaica · Japan · Jemen · Jordanië · Kaaimaneilanden · Kaapverdië · Kameroen · Kazachstan · Kenia · Kirgizië · Kiribati · Koeweit · Kosovo · Kroatië · Laos · Lesotho · Letland · Libanon · Liberia · Libië · Liechtenstein · Litouwen · Luxemburg · Madagaskar · Malawi · Malediven · Maleisië · Mali · Malta · Marokko · Marshalleilanden · Mauritanië · Mauritius · Mexico · Micronesië · Moldavië · Monaco · Mongolië · Montenegro · Mozambique · Myanmar · Namibië · Nauru · Nederland · Nepal · Nicaragua · Nieuw-Zeeland · Niger · Nigeria · Noord-Korea · Noord-Macedonië · Noorwegen · Oeganda · Oekraïne · Oezbekistan · Oman · Oost-Timor · Oostenrijk · Pakistan · Palau · Palestina · Panama · Papoea-Nieuw-Guinea · Paraguay · Peru · Polen · Portugal · Puerto Rico · Qatar · Roemenië · Rusland · Rwanda · Saint Kitts en Nevis · Saint Lucia · Saint Vincent en de Grenadines · Salomonseilanden · Samoa · San Marino · Saoedi-Arabië · Sao Tomé en Principe · Senegal · Servië · Seychellen · Sierra Leone · Singapore · Slovenië · Slowakije · Somalië · Spanje · Sri Lanka · Soedan · Suriname · Swaziland · Syrië · Tadzjikistan · Tanzania · Thailand · Togo · Tonga · Trinidad en Tobago · Tsjaad · Tsjechië · Tunesië · Turkije · Turkmenistan · Tuvalu · Uruguay · Vanuatu · Venezuela · Verenigde Arabische Emiraten · Verenigde Staten · Vietnam · Wit-Rusland · Zambia · Zimbabwe · Zuid-Afrika · Zuid-Korea · Zuid-Soedan · Zweden · Zwitserland
Historische landen: Bohemen · Bondsrepubliek Duitsland · Brits-Indië · Duitse Democratische Republiek · Joegoslavië · Malaya · Nederlandse Antillen · Noord-Borneo · Noord-Jemen · Saarland · Servië en Montenegro · Sovjet-Unie · Tsjecho-Slowakije · West-Indische Federatie · Zuid-Jemen
Bijzondere deelnames: Onafhankelijke olympische atleten · Vluchtelingenteam 
 Australazië · Duits Eenheidsteam · Gemengd team · Gezamenlijk Team